# Bendada
Bendada es una freguesia portuguesa del concelho de Sabugal, con 36,04 km² de superficie y 677 habitantes (2001). Su densidad de población es de 18,8 hab/km².